# Liz McColgan
Elizabeth Nuttall MBE (née: Lynch; anterior: McColgan; nome no atletismo: Liz McColgan; Dundee, 24 de maio de 1964) é uma ex-fundista escocesa, campeã mundial dos 10 000 metros. Medalhista olímpica, foi duas vezes campeã da distância nos Jogos da Comunidade Britânica e medalha de prata nos 3000 metros em pista coberta. Competidora também fora das pistas, venceu as maratonas de Nova York, Londres e Tóquio nos anos 1990.
Sua primeira vitória internacional de expressão foi nos Jogos da Comunidade Britânica de 1986 em Edimburgo, quando ganhou o ouro nos 10 000 metros, a única medalha de ouro da anfitriã Escócia naquele evento. Dois anos depois, em Seul 1988, ficou com a medalha de prata olímpica. Em 1989 mais uma medalha de prata nos 3000 m do Campeonato Mundial de Atletismo em Pista Coberta, em Budapeste. Em 1990, depois de defender seu título nos 10 000 m com mais uma medalha de ouro nos Jogos da Comunidade Britânica em Auckland, Nova Zelândia, ela precisou se ausentar das pistas devido a gravidez e nascimento de sua filha, Eilish. Ela foi demitida pelo seu patrocinador, a Nike, assim que a empresa foi informada de sua gravidez.
Voltou às competições no ano seguinte, seis semanas após o nascimento da filha, e em junho fez sua melhor marca da carreira para os 10 000 metros – 30:57, em Hengelo, na Holanda, a terceira mulher no mundo a correr esta prova em menos de 31:00 e marca que foi o recorde escocês da distância por 31 anos. Nove meses depois de ser considerada acabada para o atletismo pela gravidez, ela ganhou a medalha de ouro no Campeonato Mundial de Atletismo de 1991, em Tóquio. Três meses depois estreou em maratonas, vencendo a Maratona de Nova York, a primeira que correu na vida; sua marca, 2:27:23, foi o recorde feminino para uma estreante na distância.
Em 1992, depois de quinto lugar nos 10 000 nos Jogos de Barcelona 1992, ela venceu a Maratona de Tóquio. Lesões constantes começaram a diminuir seu treinamento e seus resultados. Mesmo assim, em 1995 conseguiu em sexto lugar na final dos 10 000 m no Campeonato Mundial de Atletismo de Gotemburgo e em 1996 venceu a Maratona de Londres, sua última grande conquista internacional.
McColgan retirou-se das competições definitivamente em 2001 depois de quebrar um osso do pé enquanto treinava para os Jogos da Comunidade Britânica de 2002. Seu recorde escocês de 1990 para os 10 000 metros, 30:57 – então  segunda melhor marca de uma britânica, atrás apenas da inglesa Paula Radcliffe – foi quebrado apenas em 2022, na mesma pista de Hengelo, por Eilish McColgan, sua filha, a mesma que  a gravidez de 32 anos antes havia feito a Nike retirar o patrocínio de McColgan.